# Фастівський державний краєзнавчий музей
Фастівський державний краєзнавчий музей — державний краєзнавчий музей у місті Фастові (районний центр Київської області), значне зібрання матеріалів і предметів з історії, природи, культури і відомих осіб Фастівщини, творів професійного і самодіяльного мистецтва; один з головних осередків культури міста і району.

## Загальні дані

Офіційний логотип музею

Фастівський краєзнавчий музей міститься в історичній будівлі — приміщенні колишнього банку (кінець XIX століття), й розташований за адресою:
вул. Івана Ступака, буд. 9, м. Фастів—08500 (Київська область, Україна).
Будинок музею — пам'ятка цікавого періоду в житті Фастова, що характеризувався певним піднесенням у промисловості, економіці і культурі. Він — невеликий, належить до зразків безордерної архітектури — є взірцем так званого цегляного стилю, однак засвідчує апр певний смак його будівничих. Для Фастова, безперечно, являє велику історичну цінність, також відповідає всім вимогам щодо його нинішнього (музейного) практично-функціонального призначення. 

## Історія
Попередниками сучасного Фастівського державного краєзнавчого музею є створені на початку 1970-х років у Фастові за рішенням «згори» на хвилі «масової музеєфікації» в СРСР етнографічний та історичний музеї на громадських засадах. 
Власне краєзнавчий музей у Фастові був заснований згідно з рішенням Київського облвиконкому від 17 вересня 1990 року. У грудні директором новостворюваного закладу було призначено Тетяну Неліну. 10 січня 1991 року виконком Фастівської міської Ради народних депутатів ухвалив рішення про передачу музеєві історичної будівлі по вулиці Івана Ступака, 9. Попри те, що будинок під час передачі перебував у напівзруйнованому стані, співробітники музею з ентузіазмом сприйняли звістку про передачу приміщення і зраділи тому, що музейну експозицію та фонди буде розташовано саме в історичній споруді у фастівському середмісті. 
Протягом чотирьох років тривав ремонт приміщення та нагромадження матеріалу: починаючи з 1991 року проводилися археологічні розкопки, етнографічні експедиції, пошукові роботи, на основі яких було створено кілька тематичних виставок.
Офіційною датою відкриття Фастівського Державного Краєзнавчого музею вважається 19 грудня 1995 року, коли було відкрито першу в історії музею виставкову залу «Фастівщина: сторінки історії (від найдавніших часів до 20-х років ХХ сторіччя)», матеріали до якої було зібрано завдяки археологічним і етнографічним експедиціям, обстеженню архівів Києва, Фастова, Львова, Москви, а також пошуковій і збиральницькій роботі ентузіастів на підприємствах та серед населення. Чимало для становлення фастівського краєзнавчого музею зробили провідний співробітник кандидат історичних наук Лариса Чиговська та директорка закладу Тетяна Неліна. 
Згідно з розпорядженням голови Київської облдержадміністрації від 25 грудня 1996 року Фастівський краєзнавчий музей було передано на баланс міста Фастова (з 1 січня 1997 року). 
У 2001 році колектив музейного закладу був відзначений медаллю «10 років Незалежності України», у 2003 році вперше удостоєний звання лауреата новоствореної літературно-мистецької премії Фастівщини ім. В. Косовського.  
Другий етап реставраційних робіт у приміщенні музею було завершено в 2003 році.
Сьогодні Фастівський Державний Краєзнавчий музей — це осередок культурного і громадського життя Фастова, наукової роботи, видавничий і просвітницький центр.

## Фонди, експозиції, діяльність
Фонди Фастівського державного краєзнавчого музею нараховують близько 50 тисяч предметів, і умовно їх можна поділити на 2 основні групи — історико-краєзнавчі та природничі. 
Археологічну колекцію Фастівського краєзнавчого музею започатковано завдяки роботі археологічної експедиції Українського держпедуніверситету ім. М. Драгоманова під керівництвом відомого археолога Надії Кравченко. Нині керівником археологічної експедиції музею є його провідний науковий співробітник, кандидат історичних наук Сергій Лисенко.
Серед матеріалів музейного історичного відділу наявні рідкісні архівні і фотоматеріали, тогочасні предмети, що розповідають про «заборонені» за СРСР теми історичного розвитку міста на початку XX століття — зокрема, про перебування у Фастові Директорії УНР, про бій під Мотовилівкою, про злуку УНР та ЗУНР тощо. Також зібрано значний фотодокументальний матеріал про масовий селянський повстанський рух у краї періоду громадянської війни, розвиток освіти, перебування на Фастівщині визначних діячів української науки та культури, взаємовпливи української, польської, російської культур на фастівській землі.  
Фастівський краєзнавчий музей регулярно проводить конференції, круглі столи, лекції для школярів та студентської молоді, семінари, має своє друковане видання — науково-інформаційний бюлетень. Саме проведення на базі закладу науково-практичних і краєзнавчих конференцій, семінарів, «круглих столів», дискусійних клубів, археологічних «майстерень» тощо і є відмінною рисою діяльності Фастівського державного краєзнавчого музею. Серед найпримітніших із цих заходів, проведених у період 1996—2005 років: «Семен Палій та Фастівщина в історії України» (1996), «Етнокультурні процеси у Середньому Подніпров'ї. За матеріалами археологічних досліджень», присвячена 10-літтю відкриття комплексу археологічних пам'яток між селами Малополовецьке—Яхни (2001), «Ідеї соціального вчення Папи Римського Іоанна Павла II у його працях та діяльності» (2001), «Костелові Домбровського у Фастові — 100 років» (2003), «Фастівщина та проблеми Середнього Подніпров'я» (2005).